# Armour Landry
Pour les articles homonymes, voir Landry.
Armour Landry (né à Drummondville le 9 février 1905 et mort à Montréal le 19 septembre 1994) est un photojournaliste québécois. Il a collaboré à nombre de revues et quotidiens et ses photos lui ont obtenu le titre d’historien par l’image.

## Vie personnelle
Armour Landry naît le 9 février 1905 à Drummondville. Il est le fils de Ferdinand Landry (1873/1948-09-18) et de Joséphine Ricard (1869/1948-02-07),. Il grandit aux États-Unis, à Manchester au New Hampshire. Il va à l’école Hevey et au collège Sainte-Marie. Puis, il poursuit ses études à Boston où il suit des cours en histoire, journalisme et relations publiques. Il commence dans les affaires agissant comme vendeur « d'éditions françaises dans la Nouvelle-Angleterre pour le compte d'une maison d’édition de Boston ».
Après avoir passé plus de 20 ans aux États-Unis, il revient au Québec en 1927 et il s’installe à Trois-Rivières. Il devient étalagiste pour la Steel Company of Canada puis publiciste pour P.-T. Légaré. Pendant cette période, il enseigne et donne des cours privés de langue anglaise.
Puis, en 1932, il écrit, parfois sous le pseudonyme "Armor", plusieurs articles sur l’histoire locale dans le journal le Bien Public de Trois-Rivières. Célibataire, Armour Landry passe une grande partie de son temps à l’essor du tourisme en Mauricie et il s’implique sérieusement dans la préparation et la célébration du troisième centenaire de la ville de Trois-Rivières en 1934. Conscrit durant la Seconde Guerre mondiale, il est attaché au service des relations de presse et « il séjourne au Mexique en 1942 et en 1944 ».  Le 17 septembre 1945, il épouse dans la plus stricte intimité Pierrette Dugal, fille de Joseph Dugal et de Thérèse Lefebvre, en l'église Immaculée-Conception de Montréal. De cette union, naît une fille, Monique. En 1947, il fait partie du groupe de journalistes et photographes montés à bord de l’Empress pour se rendre à Londres pour le mariage de la princesse Élizabeth.
Dans les années qui suivent, en plus de son travail de photographe, il donne régulièrement des conférences sur les origines de Montréal, sur la scientifique Germaine Bernier, sur François Dollier de Casson considéré comme le second fondateur de Montréal ainsi que sur plusieurs autres thèmes historiques. Il poursuit aussi ses recherches en France « sur les lieux rattachés aux origines de Montréal». Il meurt à Montréal le 19 septembre 1994 à l'âge de 89 ans.

## Carrière professionnelle
Armour Landry collabore entre 1930 et 1950 à plusieurs journaux locaux de Trois-Rivières tels Le Bien Bublic, La Revue populaire et La Revue moderne.
Dès 1931, il met sur pied l’Association des Guides Historiques aux Trois-Rivières pour donner au tourisme son rôle d’industrie. Co-éditeur de la collection Pages trifluviennes avec monseigneur Albert Tessier, Armour Landry écrit Bribes d'histoires, premier ouvrage de la collection publié en 1932. L’année suivante, sous son initiative est fondé le Syndicat d’Initiative dont il devient le directeur. Il prend part aux préparations et aux célébrations des fêtes du tricentenaire de la fondation de Trois-Rivières en 1934. Il est secrétaire adjoint au Comité des manifestations lors de l'inauguration des monuments de Laviolette, de La Vérendrye et de Benjamin Sulte à Trois-Rivières. Il fonde la revue Le flambeau, qui a pour devise les arts, sciences et lettres en Mauricie. Cette revue  fait paraître cinq numéros entre janvier 1935 et janvier 1936.
Conscrit durant la Seconde Guerre mondiale, il travaille  au service des relations de presse. Initié tôt à la photographie par un oncle photographe, il publie, une fois de retour au Canada, plusieurs reportages illustrés dans des revues et journaux du Québec, des États-Unis et de France. Les reportages sont particulièrement consacrés à la vie paysanne, à l'artisanat du Québec, aux maisons anciennes et à l'histoire en général.
Après la Seconde Guerre mondiale, il devient officiellement photographe et se consacre à la présentation de grands reportages dans des publications québécoises et étrangères. Il voyage plusieurs fois en Europe, aux États-Unis, en Amérique latine et dans le Nord du Québec pour réaliser ses reportages. Il sillonne particulièrement les régions françaises et les images qu'il rapporte servent à la présentation d'expositions intitulées Au berceau de la Nouvelle-France. De 1942 à 1966, il publie dans le supplément de La Patrie quelques centaines d'articles illustrés. Amateur d'histoire, il collabore à la recherche iconographique pour l'illustration de nombreux ouvrages à caractère historique et notamment ceux de Robert Rumilly. Il exerce les fonctions de président de la Société historique de Montréal à deux reprises, entre 1970-1972 et 1974-1976.
Armour Landry réalise un grand nombre de photographies de personnalités canadiennes des milieux politiques, religieux et culturels au cours de sa carrière. Son travail porte également sur les rues, édifices et évènements montréalais entre les années 1950 et 1970 notamment l'Exposition universelle de 1967.
Le fonds d'archives Armour Landry contient 80 827 photographies. Il est conservé au centre d'archives de BAnQ Vieux-Montréal.

### Publications (livres)
- 1932 : Bribes d'Histoire, Coll. « Pages trifluviennes, Série A», no 1, Trois-Rivières, Les éditions du "Bien Public", 19332 72 p. [21]
- 1950 : Images de Rome, Armour Landry, Montréal, Éditions Chanteclerc, 1950, 126 p., ill., portr. 17 cm.
- 1989 : Montréal en transition (1950-1967), Éditions Saint-Laurent, Musée d'art de Saint-Laurent, 1989, 34 p., note(s) : une exposition de photophies produite par le Musée d’Art de Saint-Laurent[22]

### Publications dans des périodiques
- 1933 : Trois-Rivières : 1634-1933, Armour Landry, La Revue moderne, Montréal, Vol. 14, no 5, mars 1933, p. 7, ill.
- 1934 : Troisième centenaire trifluvien 1634-1934, Albert Tessier, Trois-Rivières : Les Éditions du Bien Public, 1934, 37 p.[23]
- 1942 : Un artiste du Québec au Mexique : entretien avec Stanley Cosgrove, boursier du gouvernement provincial, à Cuernavaca, état de Morelos, au Mexique, Armour Landry, La Revue populaire magazine littéraire illustré mensuel, Montréal : Vol. 35, no 5 (mai 1942), p. 10-11
- 1946 : Architecture canadienne à Arvida, Armour Landry, La Revue populaire magazine littéraire illustré mensuel, Montréal : Vol. 39, no 10, octobre 1946, p. 18.
- 1947 : Les Ursulines, Armour Landry, La Revue populaire magazine littéraire illustré mensuel, Montréal : Vol. 40, no 7, juillet 1947, p. 18.
- 1950 : Maison du marquis de Lotbinière à Montréal, Armour Landry, La Revue populaire magazine littéraire illustré mensuel, Montréal : Vol. 43, no 4, avril 1950, p. 23.
- 1960 : Grandeur et décadence du village de Carillon, Armour Landry, La Patrie, Montréal, 25 septembre 1960, p. 2.
- 1964 : Les légendes du pays des fils d’Agohao, Armour Landry, Vie des Arts, no 35, été 1964, pp. 30–33[24].

### Collaboration (livre)
- 1975 : Une Amérique française, Jacques-Donat Casanova avec la collaboration d’Armour Landry, Québec : La Documentation française : Éditeur officiel du Québec, 1975, 160 p.[3].
- 1976 : America’s French Heritage, Jacques-Donat Casanova avec la collaboration d’Armour Landry, Québec : La Documentation française : Éditeur officiel du Québec, 19756, 161 p.

### Photographies dans un livre
- 1951 : Bonne fête, maman, Équipe de main, Montréal : Les Éditions Bellamin, 1951, 31 p., on identifié, 40 p., 23 cm, note(s) : photos d’Armour Landry.
- 1955 : Institut Albert Prévost: centre neuropsychiatrique, Roger Champoux, Montréal : éditeur non identifié, 40 p., 23 cm, note(s) : photos d’Armour Landry.
- 1965 : Montréal: l'âge d'or / The Golden Years, Leonard Knott, Toronto: McClelland and Stewart, 1965, 181 p., 37 cm. note(s) : photos d'Armour Landry.
- 1967 : Paul de Chomedey, sieur de Maisonneuve, Léo-Paul Desrosiers, Montréal : Fides, 1967, 322 p., 22 cm, note(s) : photos d’Armour Landry.
- 1967 : The Story of OLd St-Patrick’s, Robert Lipscombe, Montréal: s.n., 1967, 32 p., note(s): photos d’Armour Landry.
- 1976 : Mon Québec, Gilles-E. Gingras, Montréal: Promotion Québec, 1976, 111 p., notes d’Armour Landry.
- 1979 : Émile Nelligan après cent ans 1879-1979, Marie-Anastasie, Montréal: Édition du Grainier, 1979, 28 f., note(s) : photos d’Armour Landry, fac-similés de la poésie originale d'Émile Nelligan, photographiés par Armour Landry.

### Cartes postales
Plusieurs cartes postales : Notre-Dame de Bonsecours (Montréal), Vue aérienne de la ville de Québec, Abbaye Cistercienne, etc.

### Photographies
Plus de 80827 photographies sont conservées au centre d'archives de BAnQ Vieux-Montréal, dans le fonds Armour Landry.

## Honneurs
- 1985 : Les Archives nationales du Québec à Montréal ont tenu à souligner, en février 1985, l’apport culturel du photographe en exposant quelques-unes de ces photos dans le hall de l’édifice Ernest-Cormier[3].